# Psalm 23

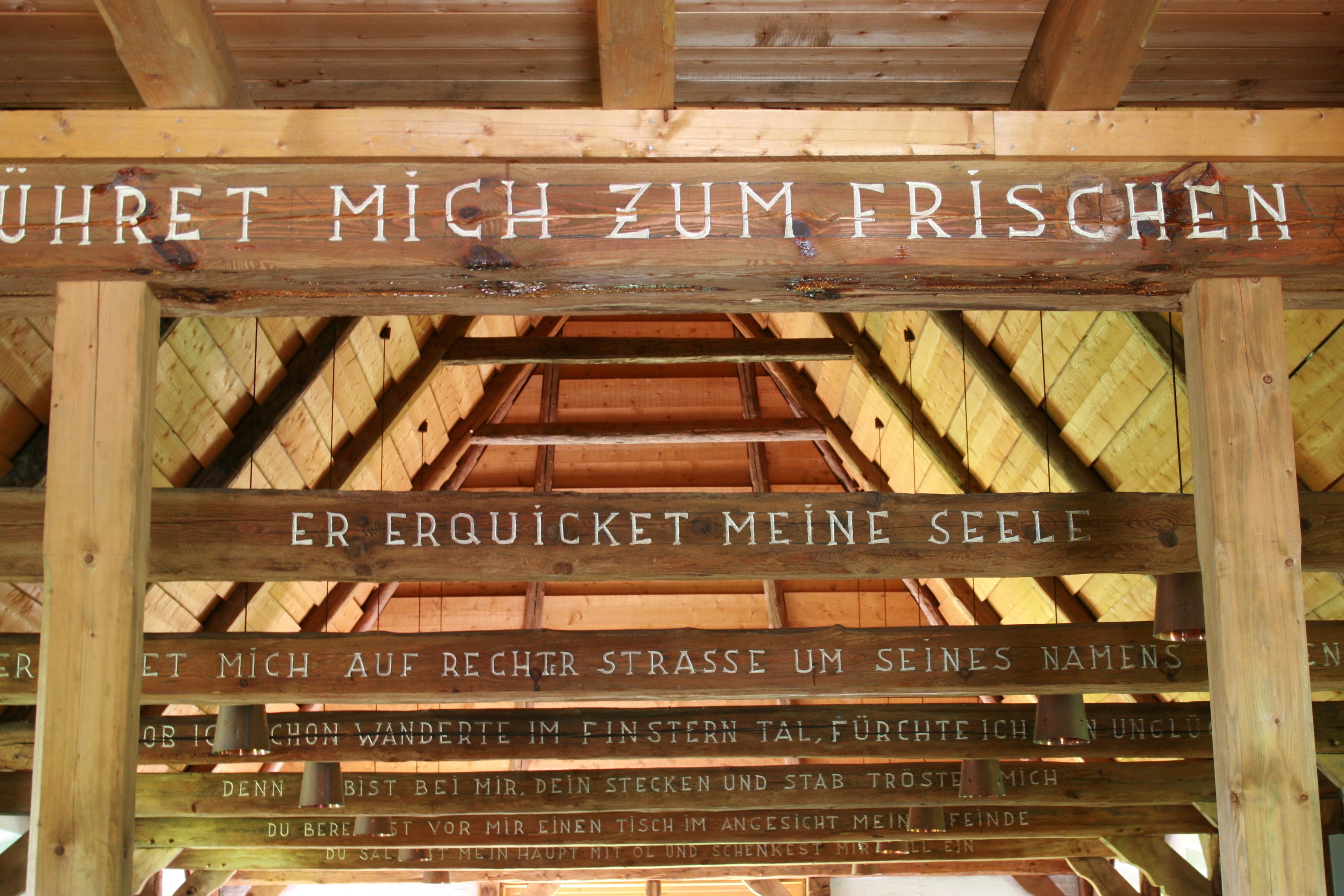
Psalm 23 in der Schafstallkirche St. Martin (Munster)

Der 23. Psalm (nach masoretischem Text, in Septuaginta und Vulgata Psalm 22), auch als Hirtenpsalm oder Psalm vom guten Hirten bezeichnet, gehört zu den bekanntesten Bibeltexten. Seine Bilder wurzeln in der altorientalischen Viehzüchtergesellschaft.
Der Psalm ist Teil des Buches der Psalmen. Der 23. Psalm hat für das Christentum besondere Bedeutung, weil Jesus Christus selbst sich gemäß dem Johannesevangelium als der „gute Hirte“ bezeichnet, der sein Leben für die Schafe hinzugeben bereit ist (Joh 10,11 ).
Neben dem Motiv JHWHs als Hirten tritt im zweiten Teil des Psalmes ein zweites, weniger beachtetes Motiv auf: JHWH als Gastgeber. Beiden Motiven gemeinsam ist das unbedingte Vertrauen des Beters in den einen Gott, der den Menschen auf seinem Lebensweg mit all seinen Unwägbarkeiten behütet und begleitet.

## Der Text des Psalm 23
Der Textbefund des 23. Psalms gilt als außerordentlich günstig. Es liegen in den alten Handschriften keine wesentlichen Abweichungen vor. In Vers 6 steht im masoretischen Text „ושבתי“ („und ich werde zurückkehren“), die Septuaginta übersetzt „καὶ τὸ κατοικεῖν με“ („und mein Wohnen ist …“) d. h. „ich werde wohnen“.

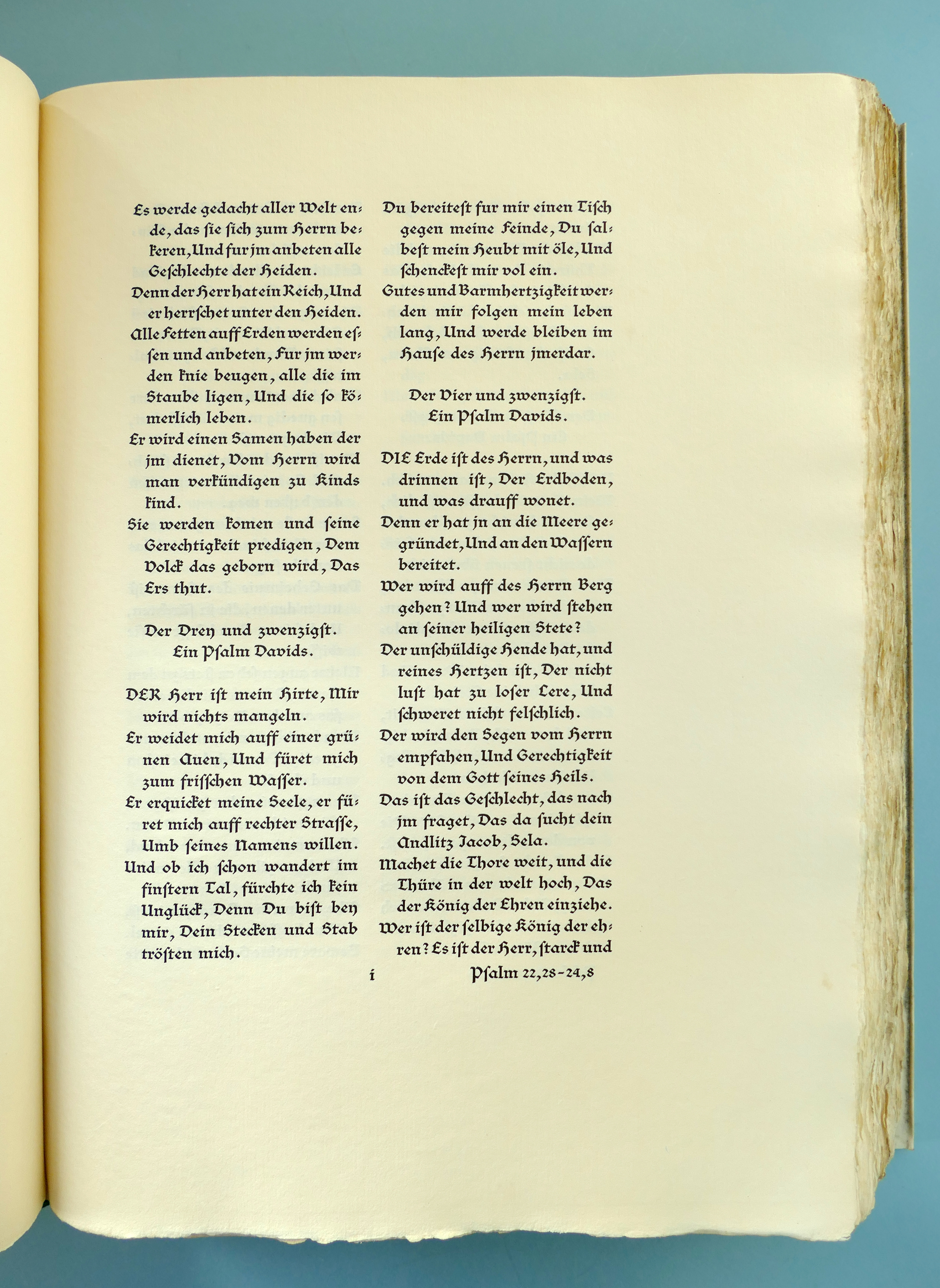
Psalm 23, übersetzt von Luther (1534)
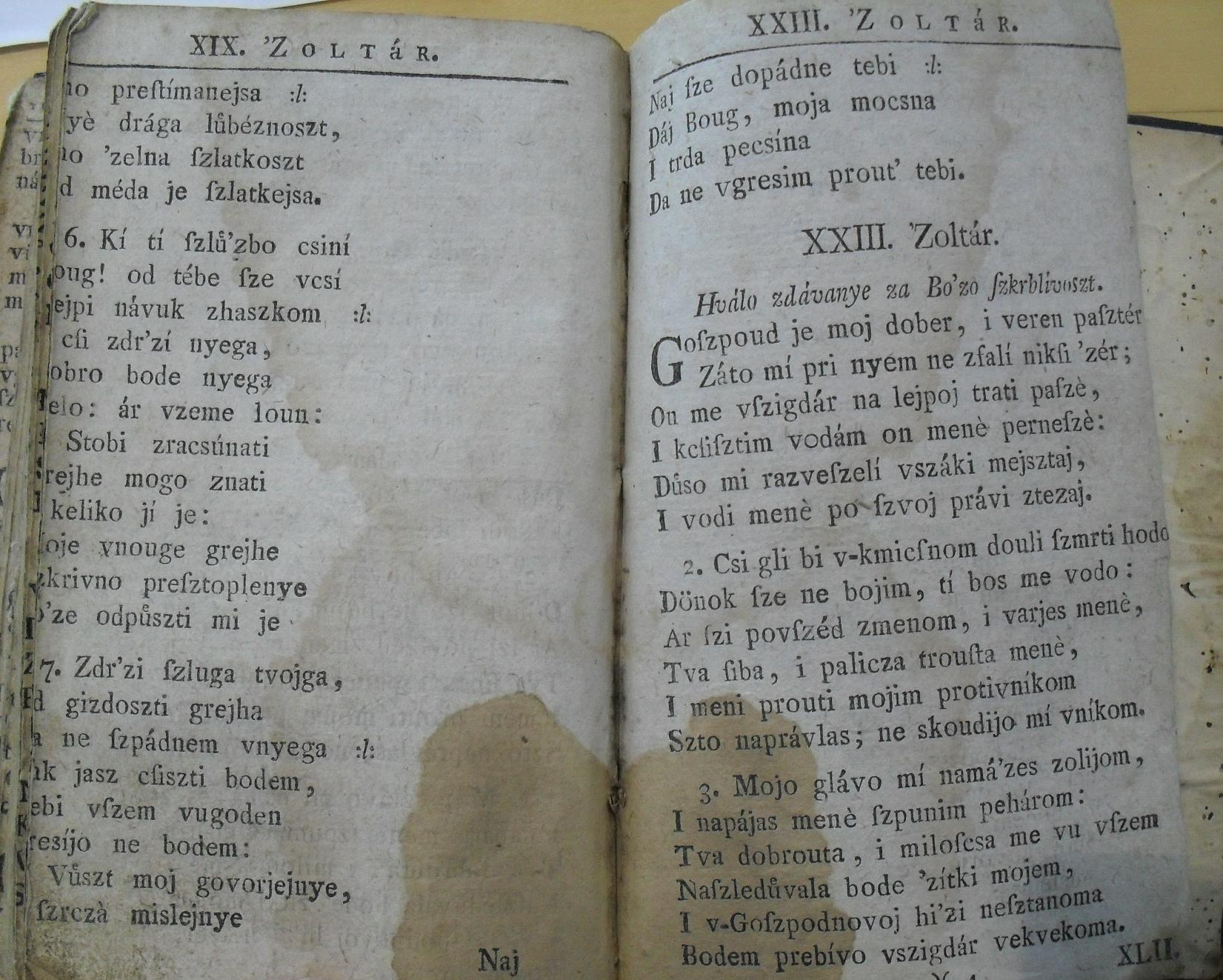
Psalm 23, übersetzt ins Prekmurische

## Übersetzungen des Psalms
In der katholischen Kirche wird die Einheitsübersetzung verwendet, in der evangelischen Kirche in der Regel die 2017 an das Gegenwartsdeutsch angepasste Version der Lutherübersetzung.
| Vers | Einheitsübersetzung (2016) | Lutherbibel (2017) |
| ---- | --- | --- |
| 1    | [Ein Psalm Davids.] Der Herr ist mein Hirt, nichts wird mir fehlen.                                                             | Ein Psalm Davids. Der HERR ist mein Hirte, mir wird nichts mangeln.                                                            |
| 2    | Er lässt mich lagern auf grünen Auen und führt mich zum Ruheplatz am Wasser.                                                    | Er weidet mich auf einer grünen Aue und führet mich zum frischen Wasser.                                                       |
| 3    | Meine Lebenskraft bringt er zurück. Er führt mich auf Pfaden der Gerechtigkeit, getreu seinem Namen.                            | Er erquicket meine Seele. Er führet mich auf rechter Straße um seines Namens willen.                                           |
| 4    | Auch wenn ich gehe im finsteren Tal, ich fürchte kein Unheil; denn du bist bei mir, dein Stock und dein Stab, sie trösten mich. | Und ob ich schon wanderte im finstern Tal, fürchte ich kein Unglück; denn du bist bei mir, dein Stecken und Stab trösten mich. |
| 5    | Du deckst mir den Tisch vor den Augen meiner Feinde. Du hast mein Haupt mit Öl gesalbt, übervoll ist mein Becher.               | Du bereitest vor mir einen Tisch im Angesicht meiner Feinde. Du salbest mein Haupt mit Öl und schenkest mir voll ein.          |
| 6    | Ja, Güte und Huld werden mir folgen mein Leben lang und heimkehren werde ich ins Haus des Herrn für lange Zeiten.               | Gutes und Barmherzigkeit werden mir folgen mein Leben lang, und ich werde bleiben im Hause des HERRN immerdar.                 |

| Vers | Lutherbibel (1545) | Schlachter-Bibel (2000) |
| ---- | --- | --- |
| 1    | Ein Psalm Davids. DER HERR ist mein Hirte / Mir wird nichts mangeln.                                                             | Ein Psalm Davids. Der Herr ist mein Hirte; mir wird nichts mangeln.                                                                                       |
| 2    | Er weidet mich auff einer grünen Awen / Vnd füret mich zum frischen Wasser.                                                      | Er weidet mich auf grünen Auen und führt mich zu stillen Wassern.                                                                                         |
| 3    | Er erquicket meine Seele / er füret mich auff rechter Strasse / Vmb seines Namens willen.                                        | Er erquickt meine Seele; er führt mich auf rechter Straße um seines Namens willen.                                                                        |
| 4    | Vnd ob ich schon wandert im finstern Tal / fürchte ich kein Vnglück / Denn du bist bey mir / Dein Stecken vnd Stab trösten mich. | Und wenn ich auch wanderte durchs Tal der Todesschatten, so fürchte ich kein Unglück, denn du bist bei mir; dein Stecken und dein Stab, die trösten mich. |
| 5    | Du bereitest fur mir einen Tisch / gegen meine Feinde / Du salbest mein Heubt mit öle / Vnd schenckest mir vol ein.              | Du bereitest vor mir einen Tisch angesichts meiner Feinde; Du hast mein Haupt mit Öl gesalbt, mein Becher fließt über.                                    |
| 6    | Gutes vnd Barmhertzigkeit werden mir folgen mein Leben lang / Vnd werde bleiben im Hause des HERRN jmmerdar.                     | Nur Güte und Gnade werden mir folgen mein Leben lang, und ich werde bleiben im Haus des HERRN immerdar.                                                   |

| Vers | Die Heilige Schrift des alten und neuen Testamentes (1830) |
| ---- | --- |
| 1    | Ein Psalm Davids. Der Herr regieret mich, und nichts wird mir mangeln:                                                                                               |
| 2    | Auf einem Weideplatze, da hat er mich gelagert: am Wasser der Erquickung mich erzogen:                                                                               |
| 3    | Meine Seele bekehret: mich geführt auf die Wege der Gerechtigkeit, um seines Namens willen.                                                                          |
| 4    | Denn wenn ich auch wandle mitten im Todesschatten, so will ich nichts Übels fürchten, weil du bei mir bist. Deine Ruthe und dein Stab, die haben mich getröstet.     |
| 5    | Du hast einen Tisch vor meinem Angesichte bereitet wider die, so mich quälen. Du hast gesalbet mit Öl mein Haupt: und mein berauschender Becher wie herrlich ist er! |
| 6    | Und deine Barmherzigkeit folget mir all’ die Tage meines Lebens: daß ich wohne im Hause des Herrn auf lange Zeit.                                                    |

Der hebräische Text, Übersetzungen der Septuaginta und der Vulgata sowie verschiedene deutsche Übersetzungen finden sich unten unter Ps 23,1–6  (hier voreingestellt auf die Übersetzung Gute Nachricht Bibel).

## Gliederung und Textstruktur
Der Psalmtext lässt sich in vier Abschnitte gliedern, die u. a. durch den Wechsel der Sprechsituation erkennbar werden.
1. Vers 1b bis 3c (er–ich)
2. Vers 4 (ich–du)
3. Vers 5 (du–ich)
4. Vers 6 (ich–er)

Im Psalm überlagern sich mehrere Strukturen: Zum einen eine chiastische (überkreuzt), dann eine fortlaufende Struktur.
Chiastische Strukturelemente:
1. Der oben erwähnte Personenwechsel.
2. Am Anfang und am Ende wird der Gottesname (JHWH) genannt.
3. Das Motiv der (Lebens-)Gefahr taucht in den Abschnitten 2 und 3 (Tal der Finsternis/Todesschatten; im Angesicht meiner Widersacher/Feinde) auf.

Fortlaufende Strukturelemente:
1. Während in den ersten beiden Abschnitten das Motiv von JHWH als Hirten vorherrscht, tritt in Abschnitt drei und vier das Motiv von JHWH als gutem Gastgeber in den Vordergrund.
2. Das Motiv des Essens und Trinkens wird in Abschnitt eins und drei erwähnt, Keule/Rute und Stab (Abschn. 2) korrespondieren mit Glück und Güte (Abschnitt 4).
3. Ein weiteres inhaltliches Strukturmerkmal ist das der Bewegung. Zunächst ist der Mensch (in der Metapher Hirte-Herde) unterwegs (grüne Weiden, Wasser, Wege, Tal der Finsternis), dann sitzt er als (Ehren-)Gast beim Mahl, und schließlich ist die Rede vom (lebenslangen) Wohnen im Hause JHWHs.

## Verfasserfrage und Alter des Psalms
Wie in fast der Hälfte aller biblischen Psalmen gibt der 23. Psalm David als Verfasser an. Gemeint ist der zweite König Israels, der um 1000 vor Christus herrschte und unter den israelitischen Königen eine herausragende Stellung einnimmt. Der biblischen Überlieferung nach war David in seiner Jugend ein Hirtenjunge. Seine spätere Aufgabe als König empfand er im übertragenen Sinne ebenfalls als „Hirtendienst“.
Die Psalmüberschrift „מזמור לדוד“ (mizmor ledawid; „Ein Psalm. Von/für David“) wird heute als sekundär angesehen. Für die meisten Exegeten spricht u. a. der letzte Vers des 23. Psalms gegen eine Verfasserschaft Davids; hier ist vom „Haus des Herrn“ die Rede, womit der Jerusalemer Tempel gemeint sei. Dieser wurde aber erst während der Regierungszeit seines Sohnes Salomo erbaut. Einige Befürworter der Verfasserschaft Davids weisen jedoch darauf hin, dass mit dem Begriff „Haus“ auch „Familie“ und „Sippe“ gemeint sein kann.
Obwohl der Psalm archaische Motive aus der Lebenswelt der Halbnomaden aufgreift, dürfte er aus inhaltlichen Erwägungen (Gott-Mensch-Beziehung; Armenfrömmigkeit) erst nach dem Exil zur Zeit des zweiten Tempels entstanden sein.

## Gattung
Im Christentum wird Psalm 23 heute meist als ein individuelles Vertrauenslied verstanden. Andere Ausleger tendieren angesichts der Verse 5 und 6 zu der Annahme, dass Psalm 23 seinen ursprünglichen Platz im (Jerusalemer) Tempelgottesdienst hatte. Zu denken sei dabei an ein Gemeindelied, das JHWH als den Hirten Israels besang (vgl. Psalm 80,2).
Willy Schottroff meint, dass der Wortlaut ursprünglich auf ein Lob- und Danklied eines Flüchtlings im Jerusalemer Tempelasyl verweise. Die individuelle Erfahrung wurde im Psalter Israels aufbewahrt und wurde so zu einem wirklichen Volkslied. Weil Israel sich mit dem lyrischen Ich gemeint weiß, ist dieser Psalm und sind die Psalmen Teil der Tradition und des Gebetbuches Israels.
Dagegen sprechen nach Meinung einiger Ausleger die sehr persönlich gehaltenen Formulierungen des Psalms. Diese lassen eher auf eine private Andacht als ursprünglichen Ort des Psalms schließen.
Nach Erich Zenger wurde der Psalm ursprünglich nicht als Danklied bei einer Opfermahlsfeier im Tempel gesungen, sondern als Vertrauensgebet gesprochen. Seiner Meinung nach kann V. 5 keine Anspielung auf das Dankopfermahl im Jerusalemer Tempel sein, da die Initiative zum Mahl hier nicht vom Menschen ausgehe, im Gegenteil: Alles kommt von Gott her. Außerdem hat der „Salbungsbrauch“ in V. 5c nichts mit einem Opfermahl zu tun. Auch das Eingangsbekenntnis des Psalmes widerspricht dem Gattungsmerkmal eines Dankliedes. Der als Nominalsatz gestaltete Vers 1b ist im Sinne eines Bekenntnisses „JHWH ist mein Hirte“ (und niemand sonst) zu verstehen. Schließlich durchzieht den ganzen Psalm der Ausdruck der Geborgenheit des Beters in der ihm von JHWH geschenkten Lebensgemeinschaft, kraft derer er alle Widrigkeiten des Lebens auszuhalten vermag.

## Anmerkungen zum Inhalt

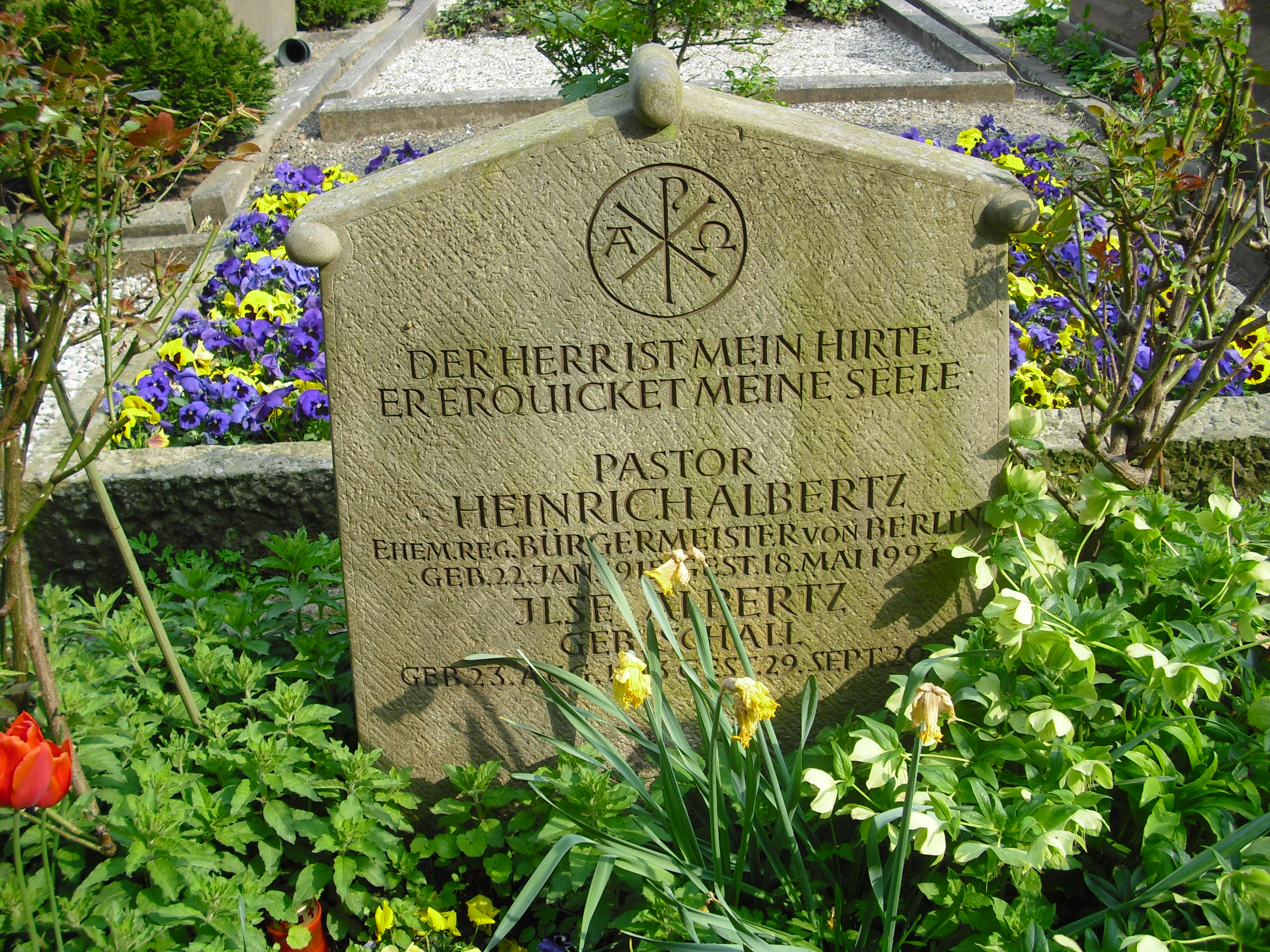
Verse aus Psalm 23 auf dem Grabstein des ehemaligen Regierenden Bürgermeisters von Berlin Heinrich Albertz

## Vertonungen

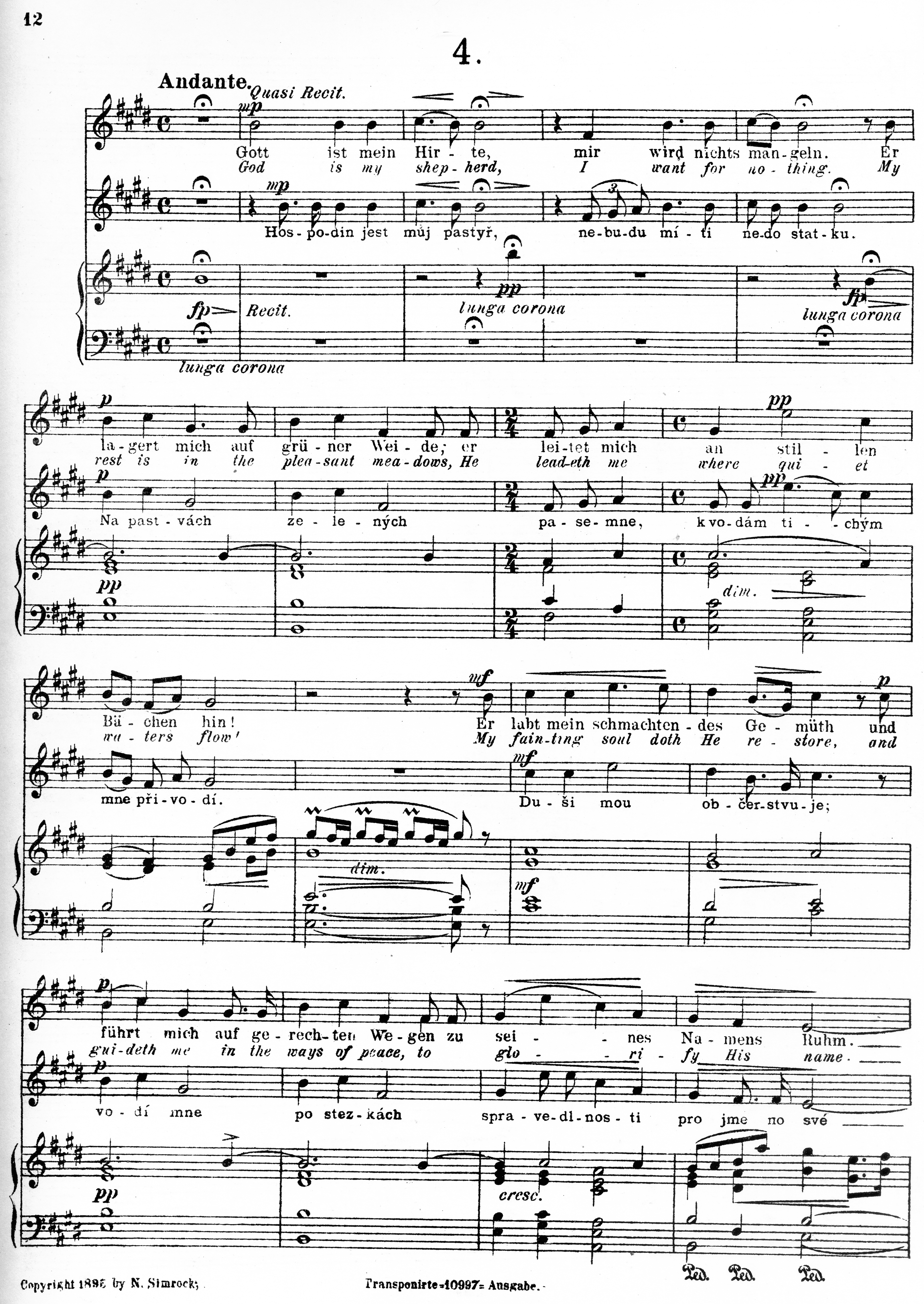
Psalm 23 in einer Vertonung op. 99 Nr. 4 von Antonín Dvořák

### Seemannspsalm

Seemannsfassung des Psalm 23 in der Kirche zu Kloster auf der Insel Hiddensee

## Literatur

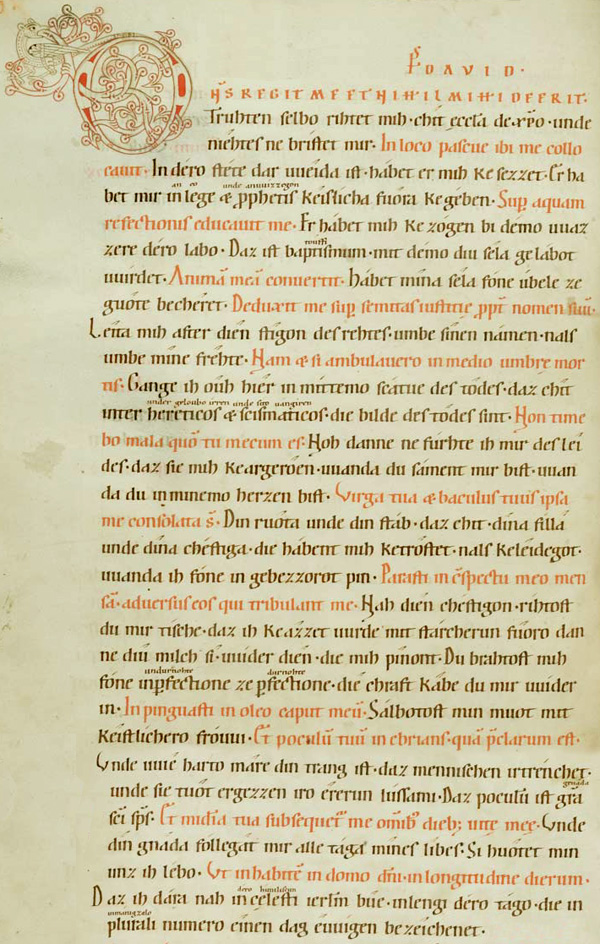
Mittelalterlicher Kommentar von Notker Labeo